# Università Reale del Bhutan
L'Università Reale del Bhutan (inglese: Royal University of Bhutan; Dzongkha: འབྲུག་རྒྱལ་འཛིན་གཙུག་ལག་སློབ་སྡེ; Wylie: 'brug rgyal-'dzin gtsug-lag-slob-sde), è l'università nazionale del Bhutan. È stata fondata con decreto reale il 2 giugno 2003.

## College dell'Università Reale del Bhutan
L'università è strutturata in undici college che si trovano in diverse regioni del regno:
1. College of Science and Technology (CST) a Rinchhending, Phuntsholing[3]
2. Gaeddu College of Business Studies (GCBS) a Gedu, Chukha[4]
3. National Institute of Traditional Medicine (NITM) a Thimphu[5]
4. Institute of Language and Culture Studies (ILCS) a Semtokha, Thimphu[6]
5. Sherubtse College a Kanglung, Trashigang[7]
6. Paro College of Education (PCE) a Paro[8]
7. Samtse College of Education (SCE) a Samtse[9]
8. Royal Institute of Health Sciences (RIHS) a Thimphu[10]
9. College of Natural Resources (CNR) in Lobesa, Thimphu[11]
10. Jigme Namgyel Polytechnic (JNP) in Dewathang, Samdrup Jongkhar[12]
11. Royal Institute of Management (RIM) a Simtokha, Thimphu[13]

L'Università Reale del Bhutan mantiene forti legami con altre università straniere tra le quali vi sono la Università di New Brunswick in Canada, la School for International Training negli Stati Uniti, l'Università di Salisburgo in Austria, l'Università di Delhi in India.

## Rettore
Il rettore (chancellor) dell'Università è il re del Bhutan Jigme Khesar Namgyel Wangchuck. Il vice-rettore è il dasho Pema Thinley.